# Frédéric Schoendoerffer
Frédéric Schoendoerffer (nascido em 3 de outubro de 1962) é um diretor de cinema e roteirista francês.